# Anelle Steyn
Anelle Steyn (6 de marzo de 1984) es una deportista sudafricana que compitió en taekwondo. Ganó dos medallas en el Campeonato Africano de Taekwondo en los años 2001 y 2003.

## Palmarés internacional
| Campeonato Africano | Campeonato Africano | Campeonato Africano | Campeonato Africano |
| Año                 | Lugar               | Medalla             | Categoría           |
| ------------------- | ------------------- | ------------------- | ------------------- |
| 2001                | Dakar (Senegal)     | Medalla de oro      | –63 kg              |
| 2003                | Abuya (Nigeria)     | Medalla de plata    | –63 kg              |